# توماس إديسون
توماس ألفا إديسون (بالإنجليزية: Thomas Alva Edison)‏ ‏(11 فبراير 1847 – 18 أكتوبر 1931)، هو مخترع ورجل أعمال أمريكي. أثناء إدارته لشركته إديسون جنيرال اليكترك قبل اندماجها مع تومسون هيوستن إليكتريك اخترع العديد من الأجهزة التي كان لها أثر كبير على البشرية حول العالم مثل: تطوير جهاز الفونوغراف وآلة التصوير السينمائي بالإضافة إلى المصباح الكهربائي المتوهج العملي الذي يدوم طويلًا. كما قد طور عدة أجهزة مثل مولد الطاقة الكهربائية والاتصال الجماهيري وتسجيل الصوت والصور المتحركة ونفذ مبدأ الإنتاج الشامل والعلوم المنظمة والعمل الجماعي على نطاق واسع لعملية الاختراع، وإنشاء مختبر مينلو بارك للأبحاث الصناعية في عام 1876.
يمتلك إديسون 1093 براءة اختراع أمريكية تحمل اسمه، فضلاً عن العديد من براءات الاختراع في فرنسا وألمانيا. كان عمله في هذه المجالات المتقدمة ثمرة عمله في وقت مبكر من مسيرته المهنية كمشغل للتلغراف. وضع إديسون نظام توليد القوة الكهربائية وتوزيعها علي المنازل والشركات والمصانع مما أدى إلى تطور جوهري في عالم الصناعات الحديثة. تقع محطة توليد الطاقة الكهربائية الأولي التي أنشأها في شارع بيريل، مانهاتن، نيويورك وهي محطة بيريل ستريت. أنشأ إديسون أول معمل له في مينلو بارك (نيوجيرسي)، وأنشأ فيما بعد معمل نباتي في فورت مايرز (فلوريدا) بالتعاون مع رجال الأعمال هنري فورد وهارفي إس. فايرستون، كما أنشأ معمل في ويست أورنج (نيوجيرسي)، وأنشأ أيضا أول استوديو أفلام بالعالم بلاك ماريا في نفس المكان. تزوج إديسون مرتين وأنجب 6 أبناء. توفي في عام 1931 أثر مضاعفات مرض السكري[بحاجة لمصدر].

## نشأته

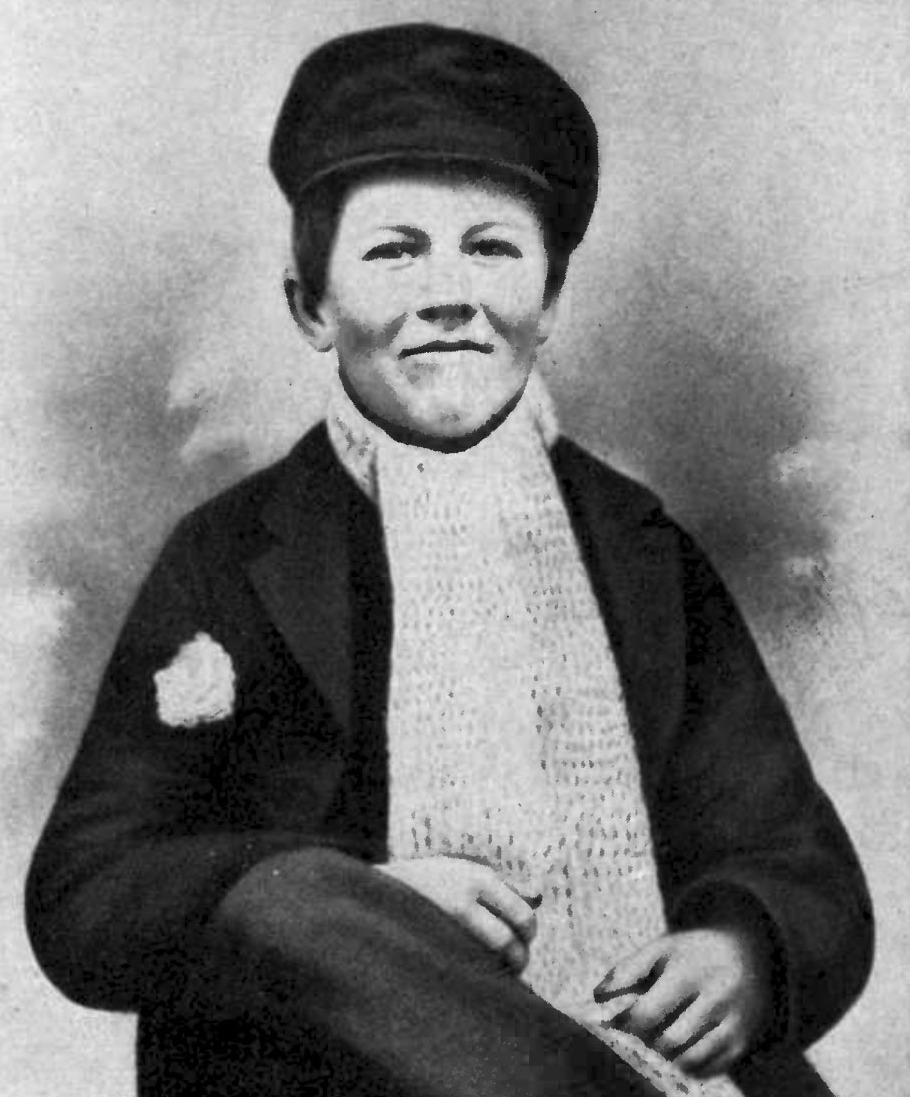
توماس إديسون عام 1861.

وُلد إديسون في مدينة ميلان بولاية أوهايو الأمريكية، وترعرع بمدينة بورت هورون بولاية ميشيغان وهو من أصول هولندية. كان الابن السابع والأخير لـصمويل إديسون (1804-1896) ونانسي ماثيوز إليوت (1810-1871). اضطر والده إلى الهرب من كندا بسبب مشاركته في ثورة ماكنزي الفاشلة سنة 1837.
كان إديسون الشاب شارد الذهن في كثير من الأحيان بالمدرسة، حيث وصفه أستاذه بأنه «فاسد». أنهى إديسون ثلاثة أشهر من الدراسة الرسمية. يذكر إديسون في وقت لاحق: «والدتي هي من صنعتني، لقد كانت واثقة بي؛ حينها شعرت بأن لحياتي هدف، وشخص لا يمكنني خذلانه.» كانت والدته تقوم بتدريسه في المنزل. وأسهمت قراءته لكتب باركر العلمية مدرسة في الفلسفة الطبيعية كثيرًا في تعليمه.
عانى إديسون من مشاكل في السمع في سن مبكرة، وكان يعزى سبب الصمم له لنوبات متكررة من إصابته بالحمى القرمزية خلال مرحلة الطفولة دون تلقيه علاج لالتهابات الأذن الوسطى. خلال منتصف حياته المهنية، قيل أن ضعف سمع إديسون كان بسبب ضرب عامل القطار له على أذنيه بعد اشتعال النيران بمختبره الكيميائي في عربة نقل وألقي به إلى جانب جهازه والمواد الكيميائية من القطار في بلدة كيمبل بولاية ميشيغان. في السنوات الأخيرة من حياته، عدَل إديسون القصة فقال أن الحادثة وقعت عندما قام عامل القطار بمساعدته على ركوب القطار برفعه من أذنيه.
انتقلت عائلة إديسون لبورت هورون بولاية ميشيغان في عام 1854 بعد تدني مستوى العمل، كانت حياته هناك مزيجًا من الحلو والمر. باع الحلوى والصحف في قطارات تعمل من بورت هورون إلى ديترويت، كما باع الخضار لتعزيز دخله. يذكر أيضًا أنه درس التحليل النوعي وقام بإجراء التجارب الكيميائية في القطار إلى أن وقعت حادثة حظرت القيام بمزيد من تلك الأعمال.
حصل إديسون على الحق الحصري لبيع الصحف على الطريق بالتعاون مع أربعة مساعدين حيث أطلق نشرة أسبوعية أسماها (Grand Trunk Herald). انطلق إديسون من هذا العمل إلى العديد من المشاريع الريادية، كما اكتشف مواهبه كرجل أعمال. أدت هذه المواهب في نهاية المطاف إلى إنشاء 14 شركة، بما في ذلك جنرال إلكتريك والتي لا تزال إحدى أكبر الشركات المساهمة العامة في العالم.

## عمله بالبرقيات
أصبح إديسون عاملًا بالبرقيات أو التلغراف بعد أن أنقذ جيمي ماكنزي ابن الثلاث سنوات من قطار جامح عندما كان الولد عالقًا في سكة حديدية وعندها تعرّف إلى والد جيمي الذي يعمل وكيلًا لمحطة (J.U. MacKenzie) في ماونت كليمنز بولاية ميشيغان. عبّر والد جيمي عن امتنانه لإديسون فقام بتدريبه كمشغل للتلغراف. كانت مهمة إديسون الأولى بعيدا عن بورت هورون إرسال برقية في تقاطع ستراتفورد، أونتاريو.
في عام 1866 حين كان يبلغ 19 عامًا، انتقل إديسون إلى لويفيل بولاية كنتاكي. خلال عمله كموظف في ويسترن يونيون، عمل أيضا بمكتب وكالة الأنباء أسوشيتد برس. طلب إديسون المناوبة الليلية مما أتاحت له متسعًا من الوقت لممارسة إثنين من هواياته المفضلة وهما القراءة والتجريب، إلا أن تسليته تلك كلفته وظيفته في نهاية المطاف. في إحدى ليالي سنة 1867، كان يعبث ببطارية رصاص حمضية عندها وقع حمض الكبريتيك على الأرض. تسرب الحمض بين ألواح الأرضية أسفل مكتب رئيسه. طُرِد إديسون من عمله في الصباح التالي.
كان أحد الموجهين لإديسون خلال السنوات الأولى لعمله بالبرقيات زميله والمخترع فرانكلين ليونارد بوب الذي كان يسمح للشباب الفقراء العيش والعمل في قبو منزله في اليزابيث، ولاية نيو جيرسي. كان أحد أول اختراعات إديسون يتعلق بالتلغراف، ونال أول براءة اختراع عن مسجل صوت كهربائي (براءة الاختراع الأمريكية رقم 90646) بتاريخ 1 يونيو 1869.

## بداية مسيرته المهنية
بدأ توماس إديسون مسيرته في نيوآرك بولاية نيو جيرسي حيث اخترع المُكَرِّر الآلي وغيره من الأجهزة التلغرافية المتطورة، ولكن الاختراع الذي أكسبه الشهرة لأول مرة كان في سنة 1877 حيث اخترع الفونوغراف. وكان هذا الإنجاز غير متوقع على الإطلاق حتى من قبل عامة الجمهور لاعتباره سحريًا. أصبح إديسون يُعرف باسم «ساحر مينلو بارك» في نيو جيرسي.
سجل الفونوغراف الأول على اسطوانة من القصدير، ولكنه كان ذو جودة صوت سيئة ويمكنه القيام بالتسجيلات لمرات قليلة فقط. فيما بعد تمت إعادة تصميم النموذج باستخدام اسطوانات الكرتون المغلفة بالشمع بواسطة ألكسندر غراهام بيل، وتشيتشيستر بيل، وتشارلز سومنر تاينر. وكان ذلك أحد الأسباب التي شجعت توماس إديسون على الاستمرار بالعمل على «الفونوغراف الكامل».

## مينلو بارك(1876-1881)

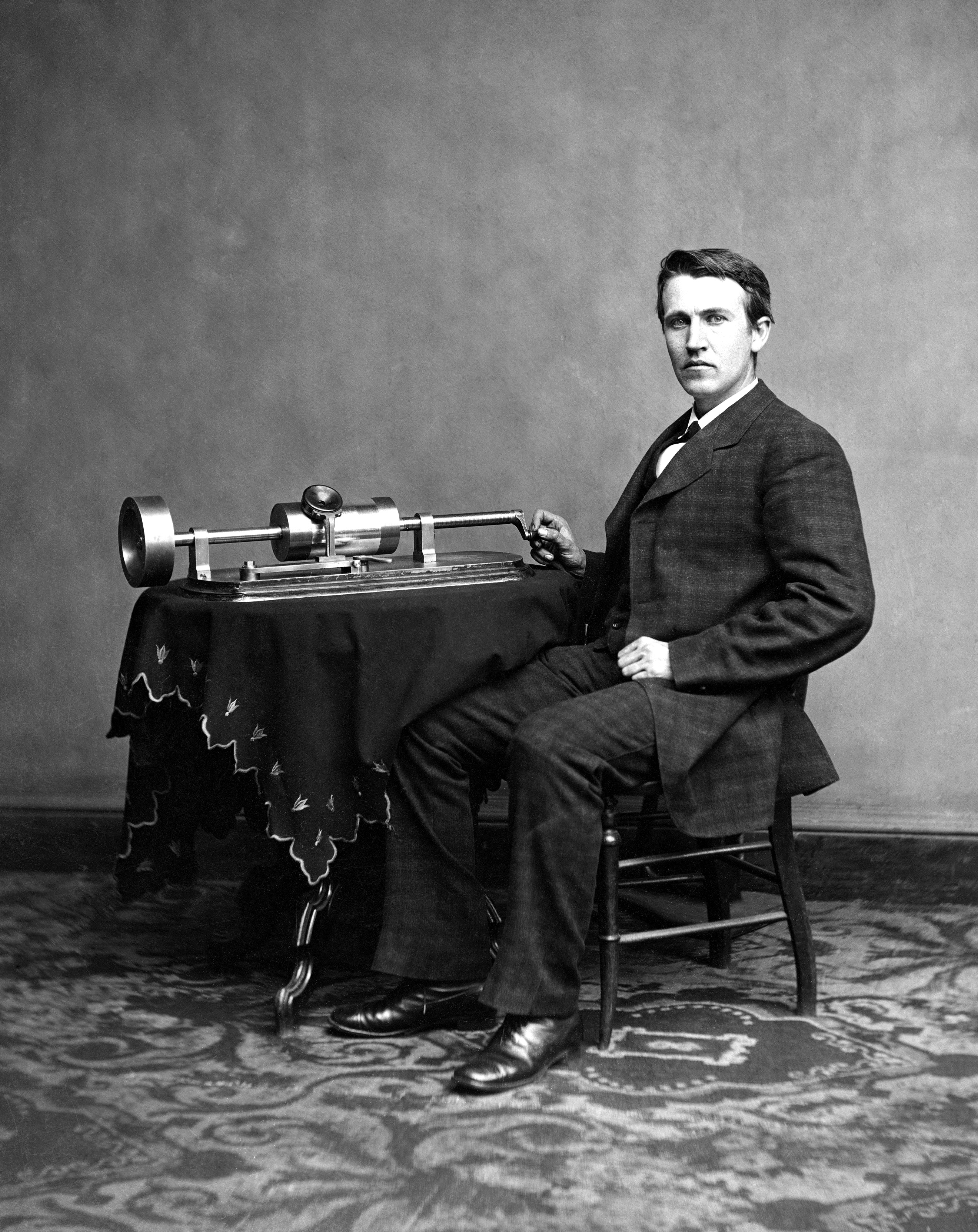
إديسون مع اختراعه الفونوغراف.

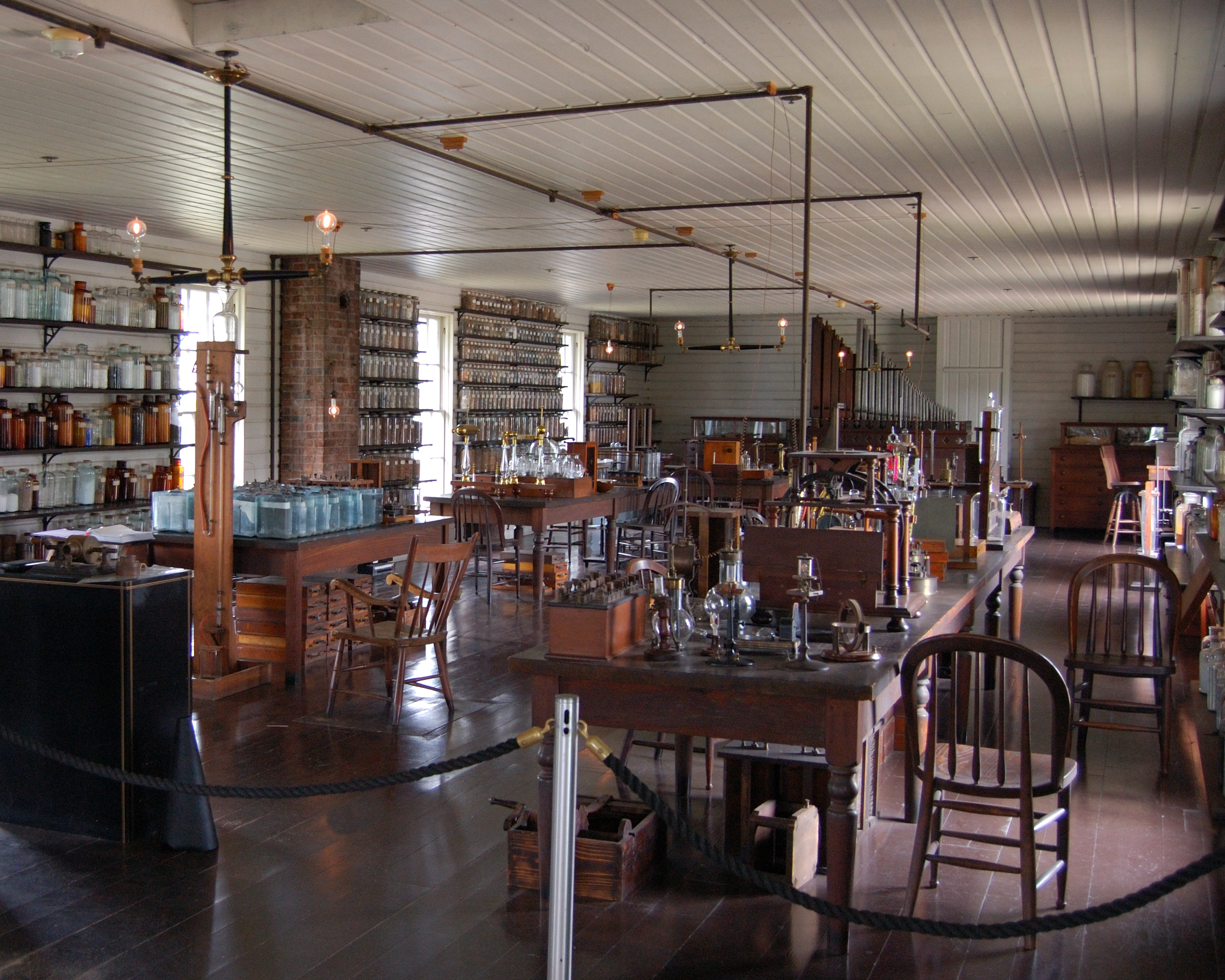
مختبر إديسون "مينلو بارك". تم نقله لمتحف هنري فورد في ولاية ميشيغان. لاحظ الاختراعات العديدة.

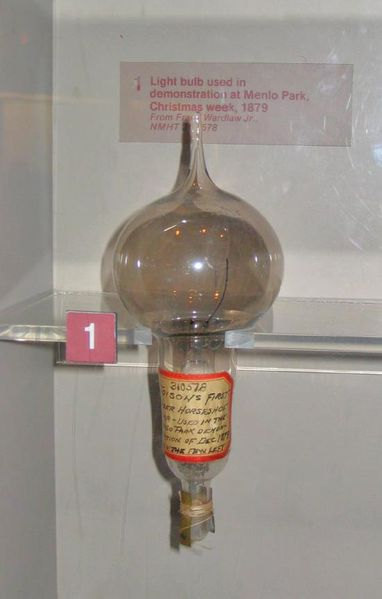
أول مصباح ناجح اخترعه إديسون عام 1879.

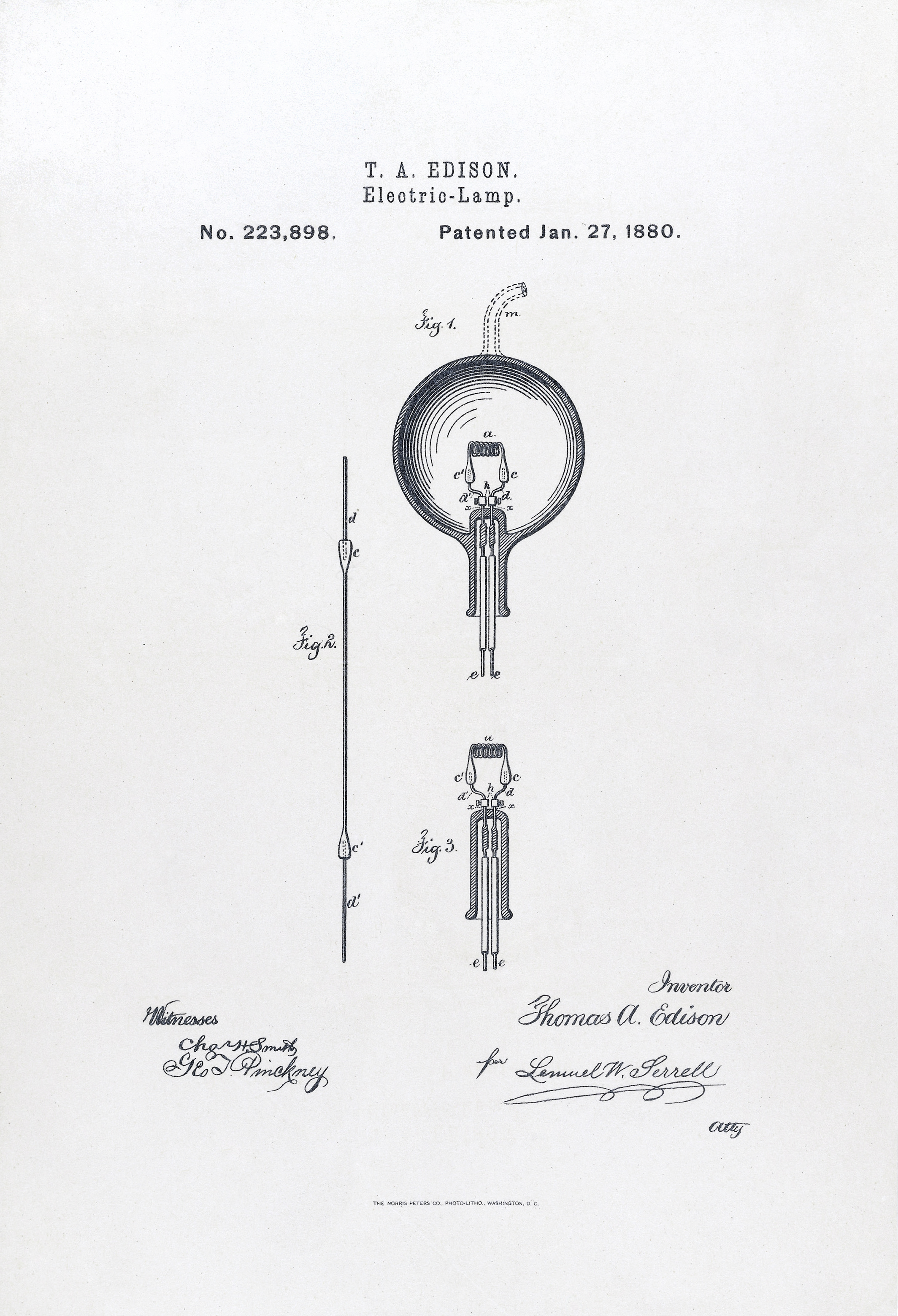
براءة اختراع أمريكية رقم 223898: المصباح الكهربائي (منحت في 27 يناير 1880).

كان إنشاء أول مختبر للبحوث الصناعية في مينلو بارك بولاية نيو جيرسي هو ابتكار إديسون الرئيسي. تم بناء المختبر من الأموال التي جناها من بيع التلغراف (Quadruplex). لم يكن إديسون متأكدًا من صحة خطته الأصلية بعد عرضه للتلغراف لبيعه بمبلغ يتراوح بين 4,000 و5,000 دولار أمريكي، لذا طلب من ويسترن يونيون تقديم عرض سعر. فوجئ لسماعه بعرض بلغ 10,000 دولار أمريكي (أي ما يعادل 202,000 دولار أمريكي في 2010) وقبل إديسون العرض بامتنان.
التلغراف (Quadruplex) هو أول نجاح مالي كبير لإديسون، ومينلو بارك أصبحت أول مؤسسة أنشئت لغرض محدد وهو الإنتاج والتطوير المستمر للاختراعات التكنولوجية. معظم الاختراعات المنتجة هناك كانت تعزى قانونيًا لإديسون على الرغم من أن العديد من الموظفين قاموا بتنفيذ الأبحاث والتطوير تحت إدارته. أعطى إديسون التعليمات لموظفيه لتنفيذ توجيهاته في إجراء البحوث، وكان يقودهم بشدة لتحقيق النتائج.
في ديسمبر 1879، بدأ استشاري هندسة كهربائية يدعى وليام جوزيف هامر مهامه كمساعد مختبر لإديسون، حيث ساعده في التجارب على الهاتف والفونوغراف والسكك الحديدية الكهربائية والفاصل الحديدي والمصباح الكهربائي المتوهج، وغيرها من الاختراعات المتطورة. إلا أن عمل هامر كان في المقام الأول على المصباح الكهربائي وكان المسؤول عن التجارب والتسجيلات على ذلك الجهاز. في عام 1880، تم تعيينه كبيرا للمهندسين في (Edison Lamp Works). في السنة الأولى من عمله، أنتجت المحطة 50,000 مصباح كهربائي بقيادة المدير العام فرانسيس روبنز ابتون. وفقًا لإديسون، كان هامر «رائد الإضاءة الكهربائية المتوهجة».
ما يقارب كافة براءات الاختراع التي نالها إديسون كانت محمية لفترة 17 عامًا وشملت الاختراعات أو العمليات الكهربائية والميكانيكية وذات الطبيعة الكيميائية. وكان هناك نحو عشرة براءات الاختراع في التصميم، والتي تحمي التصميم الزخرفي لمدة تصل إلى 14 سنة. كما هو الحال في معظم براءات الاختراع، كانت اختراعاته عبارة عن تحسينات أجريت على تقنيات صناعية سابقة. في المقابل كانت براءة اختراع الفونوغراف لجهاز لم يسبق له مثيل حيث تم وصفه كأول جهاز لتسجيل وإعادة إنتاج الأصوات.
لم يخترع إديسون أول مصباح كهربائي، ولكنه اخترع أول مصباح متوهج عملي من الناحية التجارية. سبقه العديد من المخترعين في صناعة المصابيح المتوهجة، بما في ذلك هنري وودوارد وماثيو إيفانز. وكان هناك مخترعين آخرين سبق لهم صنع المصابيح الكهربائية المتوهجة لكنها غير عملية تجاريًا مثل همفري ديفي وجيمس بومان ليندسي وموسى فارمر ووليام سوير وجوزيف سوان هينريك غوبل. من بعض عيوب تلك المصابيح أنها قصيرة الأجل للغاية وذات تكلفة إنتاجية عالية وتسحب الكثير من التيار الكهربائي مما يصعب تطبيقها على نطاق تجاري واسع.
في عام 1878، طبق إديسون مصطلح السلك الكهربائي (filament) على المكون الإلكتروني للأسلاك المتوهجة تحمل التيار، على الرغم من أن المخترع جوزيف سوان سبق له أن استخدم هذا المصطلح. صنع سوان مصباحًا كهربائيًا متوهجًا باستخدام أسلاك طويلة الأمد في نفس الوقت تقريبًا الذي قام به إديسون بذلك، ولكن مصابيح سوان كانت تفتقر إلى المقاومة العالية المطلوبة لتكون جزءًا فعالًا من أداة كهربائية. بدأ إديسون والعاملين معه بمهمة صنع مصابيح تدوم لمدة أطول. تمكن جوزيف سوان من الحصول على براءة اختراع المصباح المتوهج في بريطانيا، على الرغم من صنع إديسون لمصابيح ناجحة لمدة من الوقت، ولكن طلبه للحصول على براءة الاختراع فشل لأنه كان غير مكتمل.
لم يستطع إديسون رفع رأس المال المطلوب في بريطانيا لذا اضطر للدخول في مشروع مشترك مع سوان (المعروف باسم إديسوان Ediswan). اعترف سوان بأسبقية إديسون وقال «يحق لأديسون أكثر ما يحق لي... لقد كانت رؤيته أبعد من رؤيتي إلى حد كبير في هذا الموضوع، وكانت هناك تفاصيل لم أتوقعها ولم أستطع فهمها حتى رأيت نظامه».
أنتج إديسون مفهومًا جديدًا في سنة 1879 وهو مصباح ذو مقاومة عالية يدوم لمئات الساعات. قبل ذلك سبق للمخترعين إنتاج إضاءة كهربائية في ظروف مختبرية يعود تاريخها إلى عرض السلك المتوهج من قبل أليساندرو فولتا في سنة 1800، إلا أن تركيز إديسون كان ينصب على التطبيق التجاري واستطاع بيع مفهوم المصابيح الكهربائية التي تدوم طويلًا للمنازل والشركات من خلال الإنتاج الشامل كما قام بإنشاء نظام متكامل لتوليد وتوزيع الكهرباء.
خلال عقد من الزمن، توسّع مختبر إديسون مينلو بارك ليشغل قطعتين من المدينة. أراد إديسون للمختبر أن يكون «مخزونًا لكل مادة يمكن تصورها تقريبًا». نشرت إحدى الصحف مقالًا في عام 1887 كشف عن مدى جدية ادعاء إديسون، بالإشارة إلى احتواء المختبر على «ثمانية آلاف نوعًا من المواد الكيميائية وكافة أنواع المسامير المصنوعة وشتى أحجام الإبر وكل أنواع الفتائل أو الأسلاك وشعرا من البشر والخنازير والخيول والأبقار والأرانب والماعز والإبل... والحرير من كافة الأنسجة وأنواع مختلفة من الحوافر وأسنان سمك القرش وقرون الغزلان وصَدَف السلاحف... والفلين والراتنج (مادة صمغية) والورنيش والزيوت وريش النعام وذيل الطاووس طائرة والعنبر والمطاط...» والقائمة تطول.
عرض إديسون على مكتبه لافتة كُتِب عليها اقتباسًا شهيرًا للسير جوشوا رينولدز «لا توجد وسيلة لن يلجأ لها الإنسان لتجنب العمل الحقيقي للتفكير». تم نشر هذا الشعار في عدة مواقع وأنحاء من المختبر.
يُعَد مينلو بارك أول مختبر صناعي يُعنى بخلق المعرفة وإدارتها ثم تطبيقها على الواقع.
. أطلق عليه مراسل إحدى الصحف لقب «ساحر مينلو بارك» (بالإنجليزية: The Wizard of Menlo Park)‏.

### جهاز الإرسال الكربوني للهاتف
في الفترة من 1877 إلى 1878 اخترع إديسون الميكروفون الكربوني المستخدم في جميع الهواتف المقترنة بجهاز الاستقبال بيل (Bell) حتى ثمانينيات القرن العشرين. بعد نزاع قضائي مطول حول براءة الاختراع، حكمت المحكمة الاتحادية في عام 1892 أن إديسون هو مخترع الميكروفون الكربوني وليس إميل برلينر. تم استخدام الميكروفون الكربوني أيضًا في البث الإذاعي والأشغال العامة.

### الضوء الكهربائي
بناءً على مساهمات سابقة من مخترعين آخرين على مدى ثلاثة أرباع قرن، قام إديسون بتحسين وتطوير فكرة الضوء المتوهج، وتم اعتباره من قبل عامة الناس على أنه «مخترع» المصباح الكهربائي والمحرك الأساسي في تطوير البنية التحتية اللازمة للطاقة الكهربائية.
بعد عدة تجارب مع أسلاك البلاتين والمعادن الأخرى، عاد إديسون إلى استخدام أسلاك الكربون. تم أول اختبار ناجح في 22 أكتوبر 1879 واستمر مدة 13.5 ساعة. واصل إديسون تحسين هذا التصميم وفي 4 نوفمبر 1879 قدم طلب للحصول على براءة اختراع أمريكية رقم 223898 (منحت في 27 يناير 1880) لمصباح كهربائي باستخدام «أسلاك الكربون أو شريط من أسلاك البلاتينا الملفوفة والمتصلة».
على الرغم من احتواء براءة الاختراع على عدة طرق لصنع أسلاك الكربون بما في ذلك «القطن والكتان وجبائر الخشب والأوراق الملفوفة بطرق مختلفة»، إلا أنه بعد عدة أشهر من منح البراءة اكتشف إديسون وفريقه أن أسلاك الخيزران المتفحمة يمكن أن تستمر لأكثر من 1,200 ساعة. نشأت فكرة استخدام هذه المادة الخام على الأخص لإديسون من تجربته القليل من الخيوط لعمود صيد من الخيزران أثناء استرخائه على شاطئ بحيرة باتل (Battle Lake) التي تقع في ولاية وايومنغ في الوقت الحاضر، حيث سافر مع أعضاء الفريق العلمي ليتمكنوا من مراقبة الكسوف الكلي للشمس بوضوح من التقسيم القاري في 29 يوليو 1878.
في عام 1878، أسس إديسون شركة إديسون للإضاءة الكهربائية في مدينة نيويورك مع العديد من الممولين، منهم جون بيربونت مورجان وأعضاء من أسرة فاندربيلت (Vanderbilt). قدم إديسون أول عرض عام للمصباح الكهربائي المتوهج في 31 ديسمبر 1879 في مينلو بارك، وقال في ذلك الوقت: «سنجعل الكهرباء رخيصة جدا بحيث أن الأثرياء وحدهم من سيضيئون الشموع».
انضم لويس لاتيمر لشركة إديسون للإضاءة الكهربائية في عام 1884. وقد حصل لاتيمر على براءة اختراع في يناير 1881 عن «عملية تصنيع الكربون»، وهي طريقة محسنة لإنتاج أسلاك الكربون لمصابيح الإضاءة. عمل لاتيمر بمهنة مهندس ومصمم وشاهد خبير في التقاضي حول براءات الاختراع على المصابيح الكهربائية.
قامت شركة جورج ويستينغهاوس بشراء حقوق براءة اختراع فيليب ديل لمصباح منافس (1882) بقيمة 25,000 دولار أمريكي، مما اضطر ممولي براءة اختراع إديسون لفرض سعر معقول لاستخدام حقوق براءة اختراع إديسون وخفض سعر المصباح الكهربائي.
في 8 أكتوبر 1883، حكم مكتب براءات الاختراع الأمريكية أن براءة اختراع إديسون تستند إلى أعمال وليام سوير وبالتالي فإنها تعتبر لاغية. استمر التقاضي لنحو ست سنوات حتى 6 أكتوبر 1889، عندما حكم القاضي بصحة ادعاء إديسون في تطوير الضوء الكهربائي من «أسلاك كربون ذات مقاومة عالية». تعاون إديسون مع جوزيف سوان لتجنب معركة قضائية ممكنة حول براءة اختراع بريطانية منحت قبل عام فقاما بتأسيس شركة مشتركة أسمياها إديسوان (Ediswan) لتصنيع وتسويق هذا الاختراع في بريطانيا.
كان مسرح ماهن (Mahen Theatre) في مدينة برنو (في ما يعرف الآن بجمهورية التشيك) أول مبنى عام في العالم يستخدم مصابيح إديسون الكهربائية، وأشرف فرانسيس جيل وهو مساعد إديسون في اختراع المصباح على عمليات تركيب المصابيح. تم نصب نحت لثلاثة مصابيح كهربائية عملاقة في برنو أمام المسرح في سبتمبر 2010.

### توزيع الطاقة الكهربائية
حصل إديسون على براءة اختراع نظام توزيع الكهرباء في عام 1880، وهو عامل أساسي للاستفادة من اختراع المصباح الكهربائي. في 17 ديسمبر 1880 أسس إديسون شركة إديسون للإضاءة. أنشأت الشركة في عام 1882 أول محطة طاقة كهربائية مملوكة من قبل مستثمر في بيرل ستريت، نيويورك. وفي يوم 4 سبتمبر 1882 شغّل إديسون محطة توليد الطاقة الكهربائية التي تعمل بنظامه لتوزيع الطاقة الكهربائية في بيرل ستريت والتي وفرت 110 فولت تيار مستمر (DC) لعدد 59 من العملاء في مانهاتن.
في يناير 1882، قام إديسون بتشغيل أول محطة لتوليد الطاقة البخارية في جسر هولبورن، لندن. قدّم النظام الذي يعمل بالتيار المستمر الإمدادات الكهربائية لمصابيح الشوارع والمساكن الخاصة على مسافة قصيرة من المحطة. وفي 19 يناير 1883، بدأ استخدام أول نظام موحد للإضاءة الكهربائية المتوهجة في مدينة روزيل، نيو جيرسي.

### حرب التيارات
المقال الرئيسي: حرب التيارات
كان نجاح إديسون الحقيقي إلى جانب صديقه هنري فورد يكمن في قدرته على تحقيق أقصى نسبة من الأرباح من خلال إنشاء نظم الإنتاج الشامل وحقوق الملكية الفكرية. أصبح جورج ويستينجهاوس خصما لأديسون بسبب تعزيز إديسون لنظام التيار المستمر (DC) لتوزيع الطاقة الكهربائية بدلا من نظام التيار المتردد (AC) الذي اخترعه نيكولا تسلا وكان ويستينجهاوس يروج له. على عكس التيار المستمر، يمكن أن يصل التيار المتردد إلى جهد كهربائي عالٍ جدا مع المحولات، وإرسالها عبر أسلاك أرق وأقل تكلفة، وبالتالي توجه إلى توزيعها على المستخدمين.
في عام 1887، كانت هناك 121 محطة طاقة لإديسون في الولايات المتحدة لتزويد الكهرباء بنظام التيار المستمر للعملاء. عندما تمت مناقشة التيار المستمر من قبل الجمهور، أطلق إديسون حملة دعائية لإقناع الناس بخطورة استخدام التيار المتردد. كانت المشكلة مع التيار المستمر هي اقتصار محطات توليد الطاقة على تقديم الكهرباء التي تعمل بنظام التيار المستمر اقتصاديا فقط للعملاء على بعد ميل ونصف (حوالي 2.4 كم) من محطة التوليد، بحيث كانت مناسبة فقط لمناطق الأعمال المركزية. شن إديسون «حرب التيارات» لمنع اعتماد استخدام التيار المتردد عندما اقترح ويستينجهاوس استخدام تيار الجهد العالي المتردد الذي يمكنه إمداد الكهرباء لمئات الأميال مع خسارة هامشية للطاقة بدلا من التيار المستمر.
قادته الحرب ضد التيار المتردد إلى المشاركة في تطوير وتعزيز الكرسي الكهربائي (باستخدام التيار المستمر) محاولا الإقناع بأن للتيار المستمر إمكانيات أكثر فتكا من التيار المتردد. نفّذ إديسون حملة قصيرة ولكن مكثفة لحظر استخدام التيار المتردد أو الحد من الجهد الكهربائي المسموح به لأغراض السلامة. كجزء من هذه الحملة، قام عدد من موظفين إديسون بإجراء صدمات كهربائية على الحيوانات علنا للتدليل على مخاطر التيار المتردد.
تم استبدال التيار المستمر بالتيار المتردد في معظم الحالات لتوليد وتوزيع الطاقة، حيث أنه أسهم في تحسين كفاءة توزيع الطاقة وتوسيع مداها. على الرغم من الاستخدام الواسع النطاق للتيار المستمر إلا أنه خسر في نهاية المطاف بسبب التوزيع، ويوجد اليوم بشكل رئيسي في نظم النقل ذات تيار الجهد العالي المستمر (HVDC) لمسافات طويلة. استمر استخدام نظم الكهرباء التي تعمل بالتيار المستمر منخفض الجهد في مناطق وسط المدينة ذات الكثافة السكانية العالية لسنوات عديدة ولكن في النهاية تم استبدال العديد منها بشبكة توزيع تيار متردد منخفض الجهد.
كان للتيار المستمر ميزة احتفاظ بطاريات التخزين الكبيرة بطاقة مستمرة أثناء الانقطاع القصير لإمدادات الكهرباء من المولدات الكهربائية ونظم النقل. تم تزويد مرافق بمقومات لتحويل التيار المتردد ذو الجهد المنخفض إلى تيار مستمر الجهد المنخفض للمراوح والمصاعد والمضخات. كان هناك 1600 مستخدم للتيار المستمر في وسط مدينة نيويورك في سنة 2005، إلا أن الخدمة توقفت نهائيا في 14 نوفمبر 2007. لا تزال معظم نظم المترو تعمل بالطاقة ذات التيار المستمر.

### المنظار
يُنسب لإديسون تصميم وإنتاج أول منظار متاح تجاريا، وهو الجهاز الذي يستخدم الأشعة السينية لأخذ الصور الشعاعية. كانت التكنولوجيا قادرة على التقاط صور خافتة جدا فقط حتى اكتشف إديسون أن شاشات منظار تنغستات الكالسيوم تنتج صورا أوضح من شاشات سيانيد بلاتين الباريوم المستخدمة بالأصل من قبل فيلهلم رونتغن.
لا يزال التصميم الأساسي لمنظار إديسون يستخدم حتى اليوم، على الرغم من أن إديسون نفسه تخلى عن المشروع بعد فقده لبصره وإصابة مساعده كلارنس دالي. كان دالي شديد الحماس لمشروع المنظار حيث جعل نفسه فأر تجارب بشري وتعرض خلال العملية لجرعة سامة من الإشعاع، وتوفي لاحقا جراء إصابات متعلقة بتعرضه للإشعاع. في عام 1903 قال إديسون «لا تتحدثوا معي عن الأشعة السينية لأنني أخشاها».

## ويست أورنج وفورت مايرز (1886-1931)

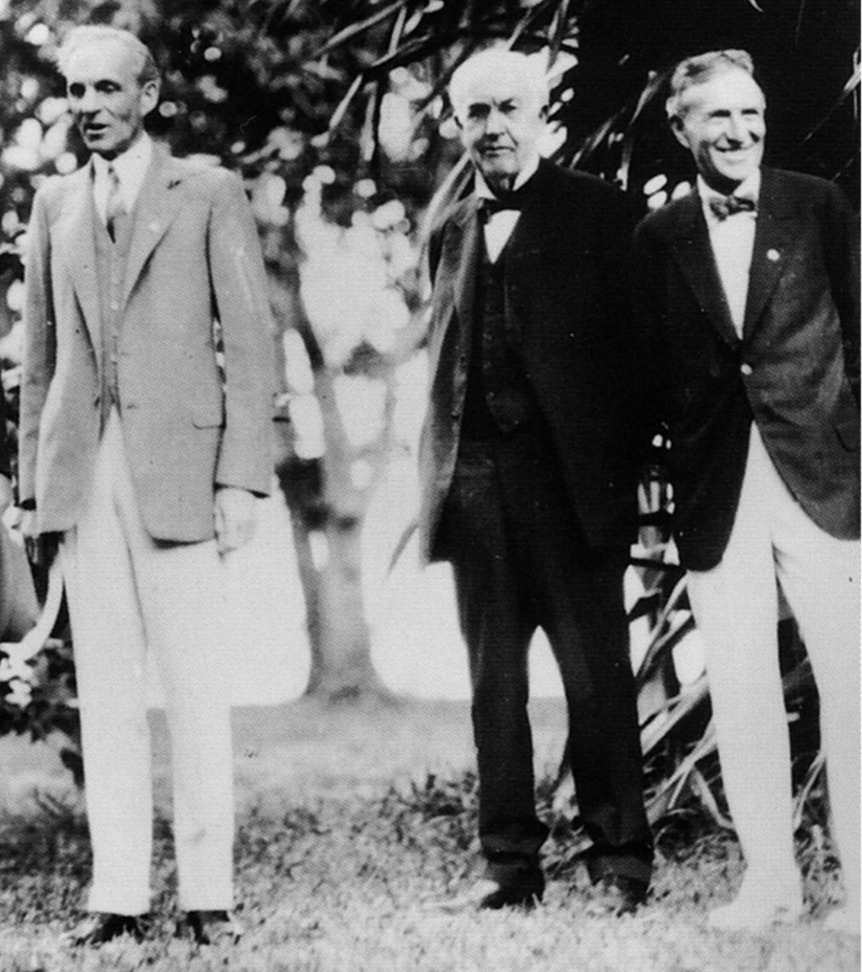
هارفي فايرستون وتوماس إديسون وهنري فورد على التوالي. فورت مايرز، فلوريدا، 11 فبراير 1929.

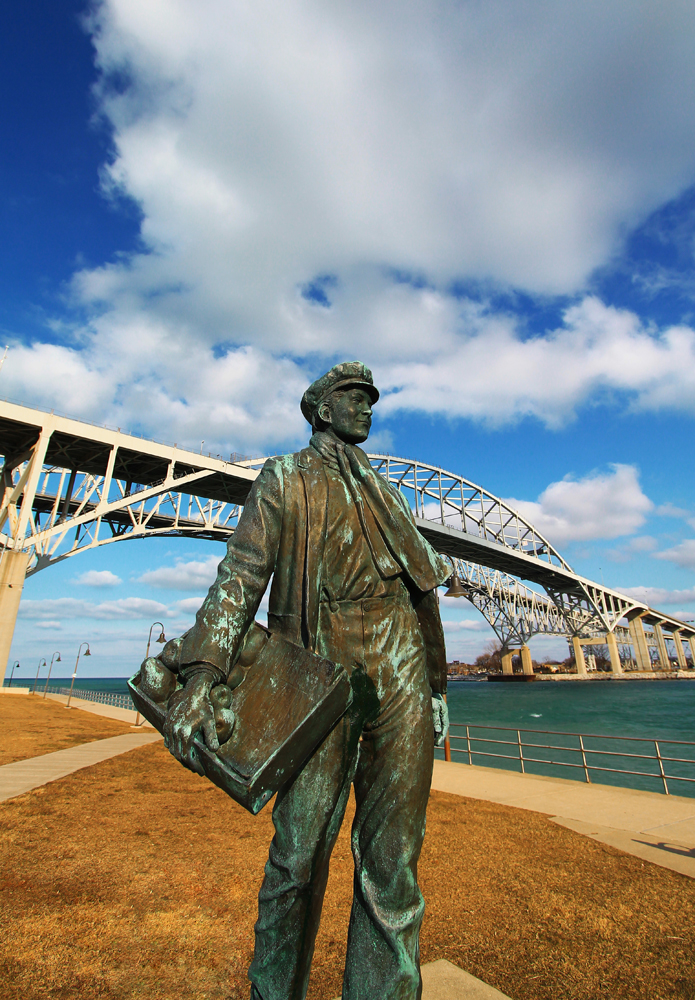
تمثال لإديسون الصغير أمام جسر المياه الزرقاء، هيرن بورت، ميشيغان.

انتقل إديسون من مينلو بارك بعد وفاة ماري ستيلويل وقام بشراء المنزل المعروف باسم (Glenmont) في عام 1886 كهدية زفاف لمينا في لويلين بارك، ويست أورنج، نيو جيرسي. في عام 1885، اشترى توماس إديسون العقار في فورت مايرز، فلوريدا، وبنى ما كان يسمى في وقت لاحق سيمينول لودج كمأوى للشتاء. قضى إديسون وزوجته الكثير من فصول الشتاء في فورت مايرز حيث حاول إديسون إيجاد مصدرا محليا من المطاط الطبيعي.
عاش هنري فورد مؤسس شركة فورد لصناعة السيارات في وقت لاحق على بعد بضع مئات من الأقدام عن مأوى إديسون الشتوي في فورت مايرز، فلوريدا. ساهم إديسون في تكنولوجيا صناعة السيارات وجمعتهما الصداقة حتى وفاة إديسون.
انضم إديسون إلى نادي (Civitan Club) في فورت مايرز سنة 1928. كان شديد الإيمان بالمنظمة حيث كتب «نادي Civitan Club ينجز الكثير من أجل المجتمع والدولة والأمة، إنه بالتأكيد لشرف كبير لي أن يتم إدراجي في صفوفه». كان إديسون عضوا فعالا في النادي حتى وفاته، وكان يصطحب هنري فورد في بعض الأحيان إلى اجتماعات النادي.

## سنواته الأخيرة
كان إديسون رجل أعمال نَشِط حتى سنواته الأخيرة. قبل وفاته ببضعة أشهر فقط افتتح خدمة القطار الكهربائي والسكك الحديدية بين مدن هوبوكين ومونتكلير ودوفر وجلادستون في ولاية نيو جيرسي. وكانت نظم نقل الطاقة الكهربائية لهذه الخدمة باستخدام التيار المستمر الذي دافع عنه إديسون.
وفر أسطول السيارات خدمة نقل الركاب في شمال ولاية نيو جيرسي مدة 54 سنة حتى العام 1984.
قيل أن إديسون تأثر باتباع نظام غذائي شعبي في سنواته الأخيرة؛ «السائل الوحيد الذي كان يشربه هو نصف لتر من الحليب كل ثلاث ساعات» كما قيل أنه كان يعتقد أن هذا النظام الغذائي يستعيد صحته، إلا أن هذه رواية مشكوك فيها. في عام 1930 قبل سنة واحدة من وفاة إديسون، قالت مينا في مقابلة عنه «تناول الأطعمة الصحيحة هو أحد أهم هواياته.» كما قالت أنه في إحدى «مغامراته العلمية الكبيرة» المرحلية، كان يستيقظ في الساعة 7:00، ويتناول وجبة الإفطار في الساعة 8:00، ونادرا ما يكون المنزل لتناول طعام الغداء أو العشاء.
امتلك إديسون مكان مسقط رأسه في مدينة ميلان، أوهايو سنة 1906. في زيارته الأخيرة سنة 1923 صُدِم للعثور على بيته القديم منارا بالقناديل والشموع.
توفي توماس إديسون من مضاعفات مرض السكري في 18 أكتوبر 1931، في منزله (Glenmont) في حديقة لويلين في ويست أورنج، نيو جيرسي، وهو المنزل الذي اشتراه سنة 1886 كهدية زفاف لمينا، وتم دفنه خلف المنزل. توفيت مينا في عام 1947.

## زواجه وأبناءه

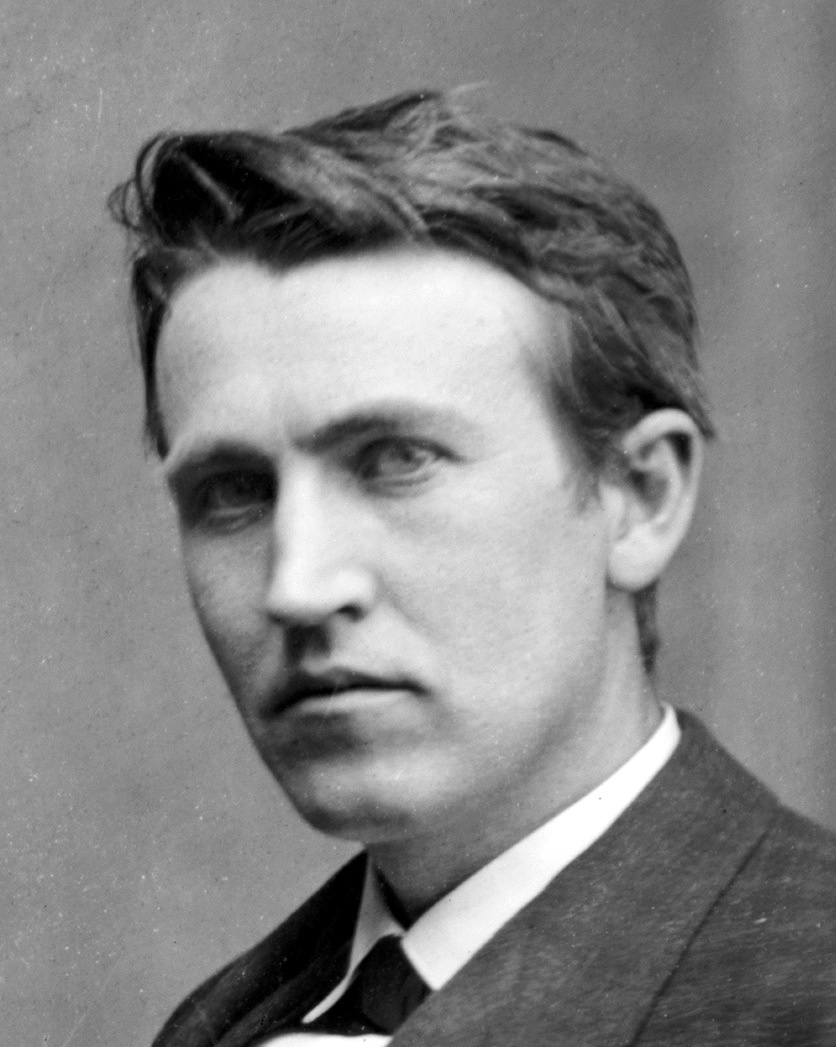
توماس إديسون شاباً.

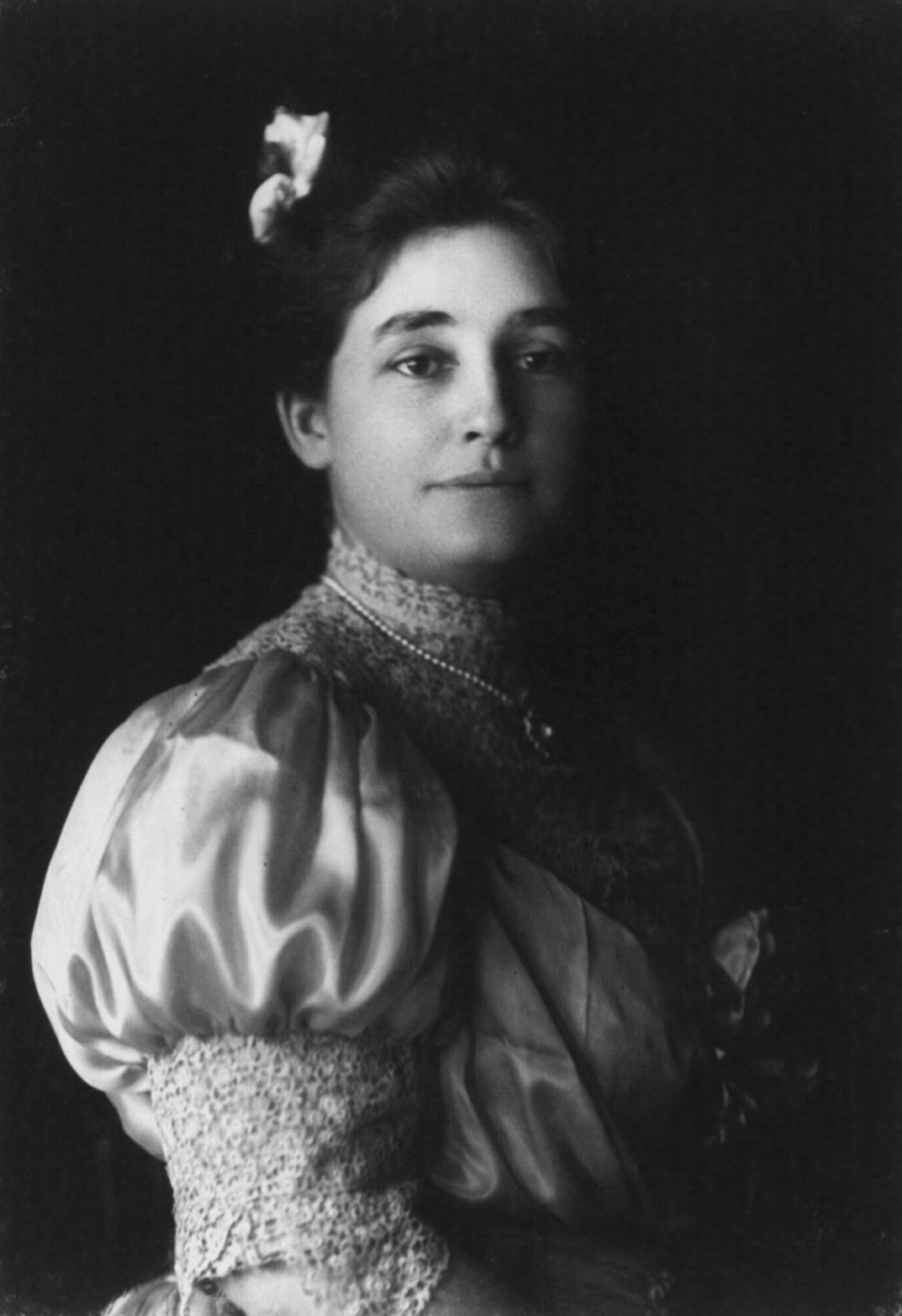
مينا إديسون سنة 1906.

في 25 ديسمبر 1871، عندما كان يبلغ من العمر 24 عامًا، تزوج إديسون من ماري ستلويل البالغة من العمر 16 عامًا آنذاك (1855-1884) وكان قد التقى بها قبل شهرين، إذ كانت موظفة في أحد محلاته التجارية وأنجبا ثلاثة أطفال:
- ماريون إستل إديسون (1873-1965): الملقبة بـ«دوت».[54]
- توماس ألفا إديسون الابن (1876-1935): الملقب بـ«داش».[55]
- ويليام ليزلي إديسون[56] (1878-1937): وهو مخترع تخرج من مدرسة شيفيلد العلمية في جامعة ييل، 1900.[57]

توفيت ماري إديسون في 9 أغسطس 1884 عن عمر يناهز 29 عامًا لأسباب مجهولة ربما بسبب ورم في المخ أو جرعة زائدة من المورفين. كثيرًا ما كان يصف الأطباء المورفين للنساء في تلك الأيام لعلاج الكثير من الأمراض، ويعتقد الباحثون أن الأعراض التي ظهرت عليها بدت كما لو كانت مرتبطة بالتسمم من المورفين.
في 24 فبراير 1886، في سن التاسعة والثلاثين تزوج إديسون للمرة الثانية بمدينة أكرون بولاية أوهايو وكانت زوجته تدعى مينا ميلر وتبلغ من العمر 20 عامًا (1866-1947). وهي ابنة لويس ميلر المخترع والمؤسس المشارك لمعهد (Chautauqua Institution) والمتبرع للجمعيات الخيرية الميثودية، وأنجبا أيضا ثلاثة أطفال:
- مادلين إديسون (1888-1979): تزوجت من جون آير سلون.[62][63]
- تشارلز إديسون (1890-1969): تولى الشركة بعد وفاة والده وانتُخِب في وقت لاحق كحاكم لولاية نيو جيرسي.[64] ثم أصبح أيضًا المسؤول عن مختبرات والده التجريبية في ويست أورنج.
- ثيودور إديسون (1898-1992): (MIT الفيزياء 1923)، له أكثر من 80 براءة اختراع.[65][66]

عاشت مينا أكثر من توماس أديسون، وتوفيت في 24 أغسطس 1947.

## جوائز ونصب تذكارية

### جوائز سميت باسمه
- تم إنشاء وسام إديسون في 11 فبراير 1904 من قبل مجموعة من الأصدقاء والمقربين لإديسون. بعد أربع سنوات دخلت الجمعية الأمريكية للمهندسين الكهربائيين في اتفاقية مع المجموعة لتقديم جائزة الميدالية كجائزة كبرى. منحت أول ميدالية في عام 1909 لإليهو تومسون كما منحت لنيكولا تيسلا في عام 1917. تعتبر تلك الميدالية أقدم جائزة تُقدم في مجال الهندسة الكهربائية والإلكترونيات.
- في هولندا تمت تسمية جوائز الموسيقى الرئيسية بجائزة إديسون تيمنا به.
- منح جائزة توماس أ. إديسون لبراءة الاختراع عن براءات الاختراع الفردية من قبل الجمعية الأمريكية للمهندسين الميكانيكيين منذ سنة 2000.[67]

### جوائز حصل عليها
حصل الكثير من الجوائز مثل:
- 1887: فاز بوسام (Matteucci Medal).
- 1890: انتُخِب عضوا في الأكاديمية الملكية السويدية للعلوم.
- 1889: فاز بوسام (John Scott Medal) من قبل مجلس مدينة فيلادلفيا.[68]
- 1899: فاز بوسام (Edward Longstreth Medal) من قبل معهد فرانكلين.[69]
- 1908: فاز بوسام (John Fritz Medal) جمعية المهندسين الأمريكيين.
- 1915: فاز بوسام وسام فرنكلن مناصفة مع هايك كامرلينغ أونس من معهد فرانكلين لمساهمته باكتشافات أسست الصناعات وأثرت في الحياة البشرية.
- 1920: فاز بوسام الخدمة المتميزة البحرية من قبل بحرية الولايات المتحدة.
- 1923: أنشأت الجمعية الأمريكية للمهندسين الكهربائيين وسام إديسون وكان المستفيد الأول.
- 1927: انتُخِب عضوا في الأكاديمية الوطنية للعلوم.
- 1928: فاز بميدالية الكونغرس الذهبية.
- 2008: أُدرِج ضمن قاعة مشاهير ولاية نيو جيرسي.
- 2010: مُنِح جائزة غرامي التقنية.
- 2011: سُمِّي كأحد عظماء ولاية فلوريدا من قبل حاكم ومجلس وزراء ولاية فلوريدا.[70]

### متاحف ونصب تذكارية
قام متحف بورت هورون، ويقع في بورت هورون بولاية ميشيغان، بترميم المستودع الأصلي الذي عمل به توماس إديسون عندما كان شابا. أُطلِق على المستودع اسم متحف مستودع توماس إديسون. تحتوي المدينة على العديد من المعالم التاريخية لإديسون، بما في ذلك قبري والدي إديسون، ونصب تذكاري على طول نهر سانت كلير. ويمكن ملاحظة أثر إديسون في جميع أنحاء هذه المدينة.

## وصلات خارجية
- توماس إديسون على موقع IMDb (الإنجليزية)
- توماس إديسون على موقع الموسوعة البريطانية (الإنجليزية)
- توماس إديسون على موقع ميوزك برينز (الإنجليزية)
- توماس إديسون على موقع إن إن دي بي (الإنجليزية)
- توماس إديسون على موقع ديسكوغز (الإنجليزية)
- توماس إديسون على موقع قاعدة بيانات الفيلم (الإنجليزية)
- توماس إديسون على موقع ليتربوكسد (الإنجليزية)